# Ophioglossum vulgatum
La lengua de serpiente (Ophioglossum vulgatum) es un helecho de la familia botánica de las  Ophioglossaceae. Se trata de una planta medicinal de interés como vulneraria y astringente. En la Comunidad Valenciana se considera en peligro de extinción.

## Descripción
Se trata de una planta rizomatosa, con un rizoma fibroso y corto, del cual emerge una sola hoja, raramente dos, con dos segmentos. El segmento estéril es oval-lanceolado, con nerviación reticulada; el fértil, opuesto al estéril, posee esporangios dispuestos en forma de espiga, opuestos entre sí. Los esporangios poseen dos valvas que facilitan su apertura. 2n=480, 720.

## Distribución y hábitat
Crece en casi todo el Hemisferio Norte: norte de América, norte de Asia, Europa y norte de África; también en África del Sur. En la península ibérica se encuentra en los Pirineos, Montes Universales, sierra de Gredos e incluso en las montañas béticas.
La ecología de la especie es propia de terrenos encharcados: prados, herbazales, siempre sobre suelos hidromorfos.